# Sofia Alaoui
Pour les articles homonymes, voir Alaoui.
Sofia Alaoui (en arabe : صوفيا علوي), née en 1990 à Casablanca au Maroc, est une réalisatrice et scénariste franco-marocaine, connue pour le court métrage Qu'importe si les bêtes meurent, César du meilleur court métrage de fiction 2021, et pour le long métrage Animalia, prix spécial du jury au festival du film de Sundance 2023.

## Biographie
Née à Casablanca, de père marocain et de mère française, Sofia Alaoui grandit entre le Maroc et la Chine,. Son père lui offre une petite caméra qu'elle utilise lors des voyages familiaux en Asie pour raconter des histoires.
Après les années lycée à Casablanca, elle part vivre à Paris pour suivre des études de cinéma (ESEC, EICAR, Gobelins, La Fémis).
En 2017, elle s'installe au Maroc pour y développer sa propre société de production, Jiango Films.
Son premier court métrage de fiction, Kenza des choux (2018), est sélectionné dans de nombreux festivals.
Le court suivant est tourné en langue amazighe avec des acteurs non-professionnels dans les montagnes de l'Atlas. Qu'importe si les bêtes meurent (2019), remporte le grand prix du jury au festival du film de Sundance en 2020, et le César du meilleur court métrage de fiction en 2021. Le film, sélectionné pour la Fête du court métrage 2021, raconte l'histoire d'un jeune berger et son père qui sont bloqués par la neige dans les montagnes de l'Atlas.
Co-scénariste sur diverses réalisations, Sofia Alaoui travaille également sur des projets personnels de long métrage et sur le développement de séries.
En 2023, elle sort un long métrage de science-fiction, Animalia,  qui raconte l’histoire d’une invasion d’extraterrestres à Imilchil, un village berbère situé dans les montagnes de l’Atlas.. Le film a sa première mondiale au festival du film de Sundance 2023, le 20 janvier 2023, et se voit attribuer le prix spécial du jury,.

## Filmographie

### Courts métrages
- 2013 : Le Rêve de Cendrillon, fiction, auto-production
- 2015 : Les Enfants de Naplouse, documentaire diffusé sur France 3 et TV5 Monde. Production : The Wild Room association et Film Factory
- 2018 : Kenza des choux, fiction. Production : Yukunkun Productions
- 2019 : Qu'importe si les bêtes meurent, fiction. Production : Envie de tempête et Jiango Films
- 2019 : Les Vagues ou rien, fiction. Production : AliNProduction en co-production avec 2M
- 2020 : The Hidden Lake, fiction. Production : 20 Fox Century en collaboration avec Jiango Films[3].

### Long métrage
- 2023 : Animalia[12],[10],[11]